# Robert James Shuttleworth
Robert James Shuttleworth, né en 1810 et mort le 18 avril 1874, est un botaniste et un malacologiste britannique.